# Kolubara
Kolubara (v srbské cyrilici Колубара) je řeka v západní části Srbska, pravý přítok Sávy, v délce okolo 123 km. 
Vzniká soutokem Obnice a Jablanice ve Valjevu. Jejími většími přítoky jsou Gradac a Ljig na pravé straně, Tamnava jako přítok levý. Kolubara se vlévá do Sávy u Obrenovace. Povodí Kolubary se rozkládá na 3600 km² a je známé jako bohaté naleziště lignitu. Údolím Kolubary je vedena železniční trať a silnice. Do dějin Evropy se řeka zapsala bitvou na Kolubaře, která se odehrála v první světové válce a během které srbská armáda zastavila postup Rakousko-Uherska. 